# Scleranthus uncinatus
Scleranthus uncinatus är en nejlikväxtart som beskrevs av Philipp Johann Ferdinand Schur. Scleranthus uncinatus ingår i släktet knavlar, och familjen nejlikväxter. Inga underarter finns listade i Catalogue of Life.